# Euryomyrtus ramosissima
Euryomyrtus ramosissima är en myrtenväxtart som först beskrevs av Allan Cunningham, och fick sitt nu gällande namn av Malcolm Eric Trudgen. Euryomyrtus ramosissima ingår i släktet Euryomyrtus och familjen myrtenväxter.

## Underarter
Arten delas in i följande underarter:
- E. r. prostrata
- E. r. ramosissima